# Таловка (Тюменская область)
Таловка — деревня в Ишимском районе Тюменской области России. Входит в состав Дымковского сельского поселения.

## История
Деревня возникла в 1946 году в связи с переводом на участок Таловка Ишимского дома инвалидов. В 1994 году населённому пункту образованному в результате слияния поселка Дом Инвалидов и Разъезда № 38 присвоено наименование деревня Таловка.

## Население
| 2010 |
| ---- |
| 508  |

Согласно результатам переписи 2002 года, в национальной структуре населения русские составляли 91 % из 356 чел.